# Allume-feu

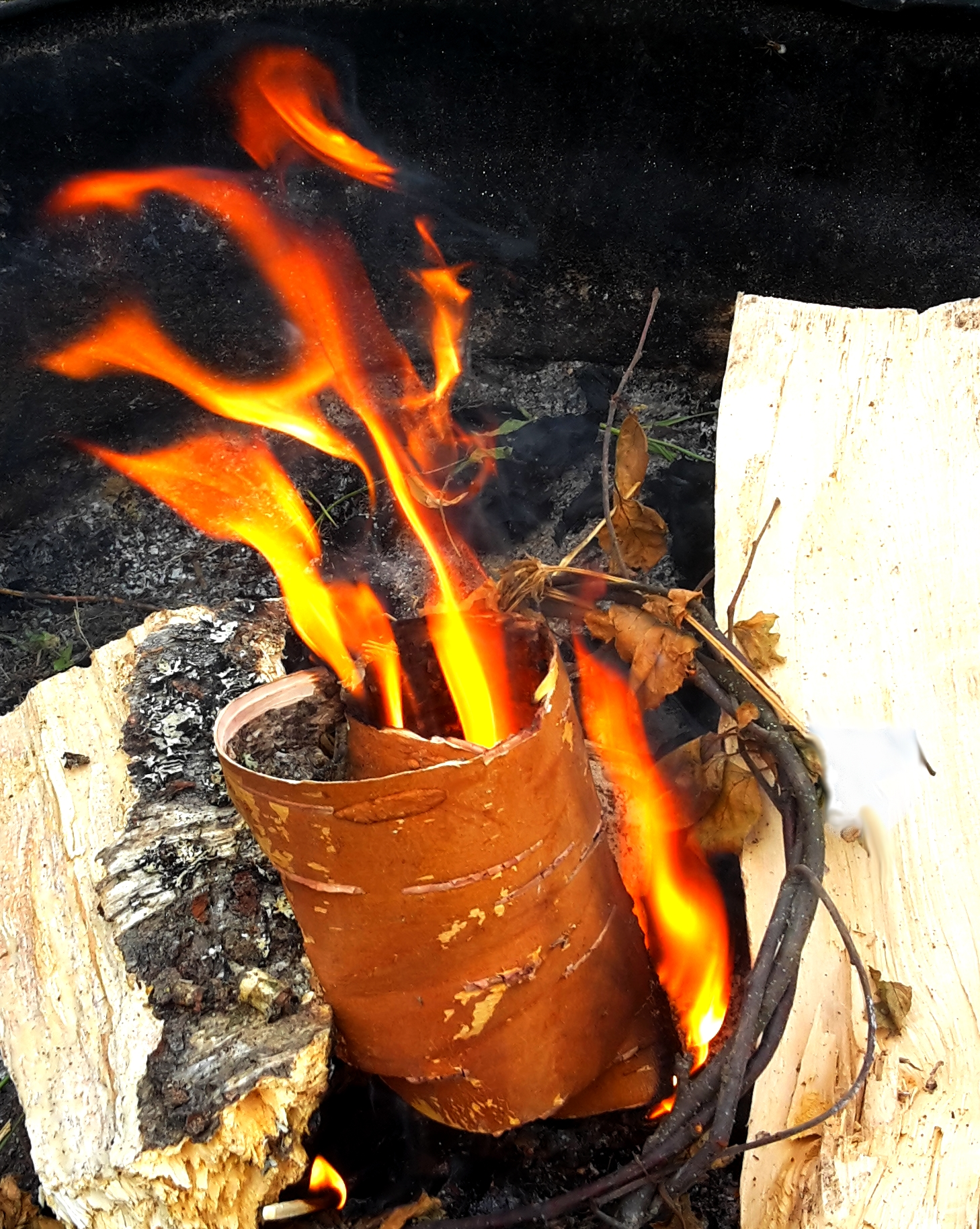
Exemple d'allume-feu : l'écorce de bouleau.

Un allume-feu est un matériau inflammable, comme l'amadou servant à faciliter l'allumage d'un feu.
Un allume-feu est utilisé couramment pour démarrer un feu de cheminée ou un barbecue.
Il peut être chimique, à base de produits pétroliers, ou à base de produits naturels.